# Birte Siech
Birte Siech (Berlín Oriental, RDA, 19 de marzo de 1967) es una deportista alemana que compitió para la RDA en remo.
Participó en dos Juegos Olímpicos de Verano, obteniendo dos medallas, oro en Seúl 1988 (cuatro con timonel) y bronce en Barcelona 1992 (cuatro sin timonel).
Ganó dos medallas en el Campeonato Mundial de Remo, en los años 1987 y 1990.

## Palmarés internacional
| Representando a la RDA   |                        |                   |                    |
| Juegos Olímpicos         |                        |                   |                    |
| Año                      | Lugar                  | Medalla           | Prueba             |
| 1988                     | Seúl (Corea del Sur)   | Medalla de oro    | Cuatro con timonel |
| Campeonato Mundial       |                        |                   |                    |
| Año                      | Lugar                  | Medalla           | Prueba             |
| 1987                     | Copenhague (Dinamarca) | Medalla de plata  | Cuatro con timonel |
| 1990                     | Tasmania (Australia)   | Medalla de bronce | Dos sin timonel    |
| Representando a Alemania |                        |                   |                    |
| Juegos Olímpicos         |                        |                   |                    |
| Año                      | Lugar                  | Medalla           | Prueba             |
| 1992                     | Barcelona (España)     | Medalla de bronce | Cuatro sin timonel |